# Родослов једног Валцера
„Родослов једног Валцера” је југословенски ТВ филм из 2002. године. Режирао га је Миливоје Мишко Милојевић а сценарио је написала Маја Волк.

## Улоге
| Глумац                  | Улога |
| ----------------------- | ----- |
| Исидора Минић           |       |
| Слободан Бештић         |       |
| Михајло Бата Паскаљевић |       |